# Dystrykt Mwense
Dystrykt Mwense – dystrykt w północnej Zambii w Prowincji Luapula. W 2000 roku liczył 105 759 mieszkańców (z czego 49,62% stanowili mężczyźni) i obejmował 22 746 gospodarstw domowych. Siedzibą administracyjną dystryktu jest Mwense.